# Arondismentul Barcelonnette
Arondismentul Barcelonnette (în franceză Arrondissement de Barcelonnette) este un arondisment din departamentul Alpes-de-Haute-Provence, regiunea Provence-Alpes-Côte d'Azur, Franța.

## Subdiviziuni

### Cantoane
- Cantonul Barcelonnette
- Cantonul Le Lauzet-Ubaye

### Comune
| 1. Barcelonnette (04019)           | 2. La Bréole (04033)                | 3. La Condamine-Châtelard (04062) | 4. Enchastrayes (04073)          |
| 5. Faucon-de-Barcelonnette (04086) | 6. Jausiers (04096)                 | 7. Larche (04100)                 | 8. Le Lauzet-Ubaye (04102)       |
| 9. Meyronnes (04120)               | 10. Méolans-Revel (04161)           | 11. Pontis (04154)                | 12. Saint-Paul-sur-Ubaye (04193) |
| 13. Saint-Pons (04195)             | 14. Saint-Vincent-les-Forts (04198) | 15. Les Thuiles (04220)           | 16. Uvernet-Fours (04226)        |